# Слуцький Наум Файвелович
Слуцький Наум Файвелович (14 червня 1917 — 8 січня 2002) — радянський український кінооператор.
У 1939 році закінчив ВДІК і почав працювати асистентом оператора на Кіностудії ім. О. Довженка в Києві.
Першою самостійною роботою став фільм «Земля» (1954).
До 1987 року — оператор-постановник Кіностудії ім. О. Довженка.

## Фільмографія
- «Подвиг розвідника» (1947, асистент оператора)

Оператор-постановник:
- «Калиновий гай» (1953, фільм-спектакль, у співапвт. з Д. Демуцьким і В. Філіпповим; реж. Т. Левчук)
- «Земля» (1954, реж. А. Бучма, Олексій Швачко)
- «Вогнище безсмертя» (1955, реж. А. Народицький)
- «Безвісти зниклий» (1956, реж. І. Шмарук)
- «Прапори на баштах» (1958, реж. А. Народицький)
- «Це було навесні» (1959, реж. А. Войтецький, К. Гаккель)
- «Коли починається юність» (1959, реж. А. Слісаренко)
- «Морська чайка» (1961, реж. Є. Брюнчугін)
- «Їхали ми, їхали...» (1962, реж. Ю. Березін, Ю. Тимошенко)
- «Закон Антарктиди» (1962, реж. Т. Левчук)
- «Фитиль» (1963, кіножурнал, «Номенхалтура», № 9)
- «Бухта Олени» (1963, у співавт. з М. Топчім)
- «Ракети не повинні злетіти» (1964, реж. О. Швачко)
- «Знайомство» (1966, к/м, реж. Веніамін Васильковський)
- «До світла!» (К1966, кіноальманах)
- «Симфонія» (1966, документальний)
- «Київські мелодії» (1967, реж. І. Самборський)
- «Не судилось» (1967, фільм-спектакль, «Укртелефільм»; реж. М. Джинджиристий, Ф. Верещагін, П. Шкрьоба)
- «Любов i долари» (1968, к/м)
- «Розповіді про Дімку» (1969, новели «Дімка розсердився», реж. Г. Ліпшиць; «Дімка-велогонщик», реж. І. Шмарук)
- «В'язні Бомона» (1970, реж. Ю. Лисенко)
- «Дай серцеві волю, заведе в неволю» (1971, фільм-спектакль, «Укртелефільм»; реж. М. Джинджиристий)
- «Будні карного розшуку» (1973, реж. С. Цибульник)
- «Дивитися в очі...» (1975, реж. В. Луговський)
- «Бути братом» (1976, реж. Г. Ліпшиць)
- «Дощ у чужому місті» (1979, реж. М. Резнікович, В. Горпенко)
- «Київські зустрічі» (1979, кіноальманах: «Я вас зустрів…», у співавт. з В. Кондратьєвим; реж. В. Фещенко) та ін.